# Буман, Андре
Андре Педер Буман (швед. André Peder Boman; род. 15 ноября 2001) — шведский футболист, полузащитник клуба «Эльфсборг» и сборной Швеции.

## Клубная карьера
Начинал заниматься футбол в клубе «Лилла Треслёвс», где прошёл путь от детской команды до основы. В 16-летнем возрасте дебютировал за основную команду в четвертом шведском дивизионе. В общей сложности по итогам сезона провёл 3 игры, не отметившись результативными действиями.
В 2018 году перебрался в «Варберг», выступающий в Суперэттане, где поначалу выступал за юношескую команду. 29 марта 2019 года подписал с клубом первый профессиональный контракт. 20 июля провёл первый матч в Суперэттане, выйдя на 78-й минуте матча с «Далькурдом» вместо Эриона Садику. Также на протяжении сезона Буман выступал за фарм-клуб «Варбергс ГИФ» в третьем дивизионе. По итогам сезона «Варберг» занял вторую строчку в турнирной таблице и завоевал права на будущий сезон выступать в Аллсвенскане. Дебютировал в чемпионате Швеции 29 ноября 2020 года в домашней игре с «Мальмё», на 76-й минуте заменив Робина Транберга. В сезоне 2021 года выступал также за другой фарм-клуб «Улларед».

## Достижения
Варберг
- Серебряный призёр Суперэттана: 2019

## Клубная статистика
| Выступление      | Выступление      | Выступление      | Лига | Лига | Кубки | Кубки | Конт. кубки | Конт. кубки | Итого | Итого |
| Клуб             | Лига             | Сезон            | Игры | Голы | Игры  | Голы  | Игры        | Голы        | Игры  | Голы  |
| ---------------- | ---------------- | ---------------- | ---- | ---- | ----- | ----- | ----------- | ----------- | ----- | ----- |
| Лилла Треслёвс   | Дивизион 4       | 2017             | 3    | 0    | 0     | 0     | 0           | 0           | 3     | 0     |
| Лилла Треслёвс   | Итого            | Итого            | 3    | 0    | 0     | 0     | 0           | 0           | 3     | 0     |
| Варберг          | Суперэттан       | 2019             | 2    | 0    | 0     | 0     | 0           | 0           | 2     | 0     |
| Варберг          | Аллсвенскан      | 2020             | 2    | 0    | 0     | 0     | 0           | 0           | 2     | 0     |
| Варберг          | Аллсвенскан      | 2021             | 1    | 0    | 0     | 0     | 0           | 0           | 1     | 0     |
| Варберг          | Итого            | Итого            | 5    | 0    | 0     | 0     | 0           | 0           | 5     | 0     |
| → Варбергс ГИФ   | Дивизион 3       | 2019             | 8    | 1    | 0     | 0     | 0           | 0           | 8     | 1     |
| → Варбергс ГИФ   | Дивизион 2       | 2020             | 13   | 2    | 0     | 0     | 0           | 0           | 13    | 2     |
| → Варбергс ГИФ   | Итого            | Итого            | 21   | 3    | 0     | 0     | 0           | 0           | 21    | 3     |
| → Улларед        | Дивизион 2       | 2021             | 2    | 0    | 0     | 0     | 0           | 0           | 2     | 0     |
| → Улларед        | Итого            | Итого            | 2    | 0    | 0     | 0     | 0           | 0           | 2     | 0     |
| Всего за карьеру | Всего за карьеру | Всего за карьеру | 31   | 3    | 0     | 0     | 0           | 0           | 31    | 3     |